# Poulan-Pouzols
Poulan-Pouzols é uma comuna francesa na região administrativa da Occitânia, no departamento de Tarn. Estende-se por uma área de 11.86 km², e possui 497 habitantes, segundo o censo de 2018, com uma densidade de 42 hab/km².